# Blackburneus ghanaensis
Blackburneus ghanaensis är en skalbaggsart som beskrevs av S. Endrödi 1973. Blackburneus ghanaensis ingår i släktet Blackburneus och familjen Aphodiidae. Inga underarter finns listade.